# Schowkwa
Schowkwa (ukrainisch Жовква, von 1951 bis 1991 Нестеров Nesterow; polnisch Żółkiew) ist eine ukrainische Stadt mit 13.000 Einwohnern. Sie liegt in der Oblast Lwiw, nördlich der Oblasthauptstadt Lwiw.

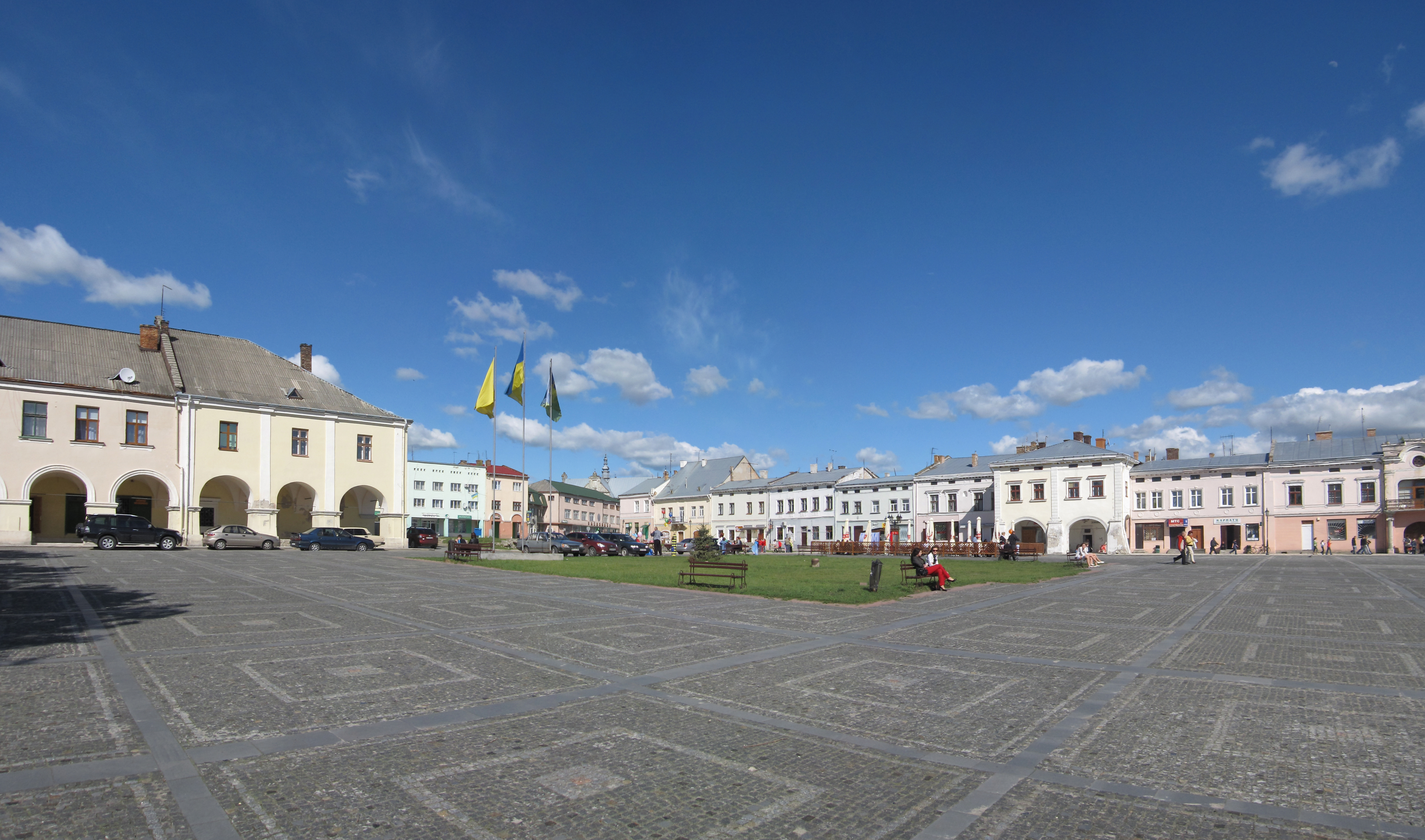
Der Hauptmarkt von Schowkwa

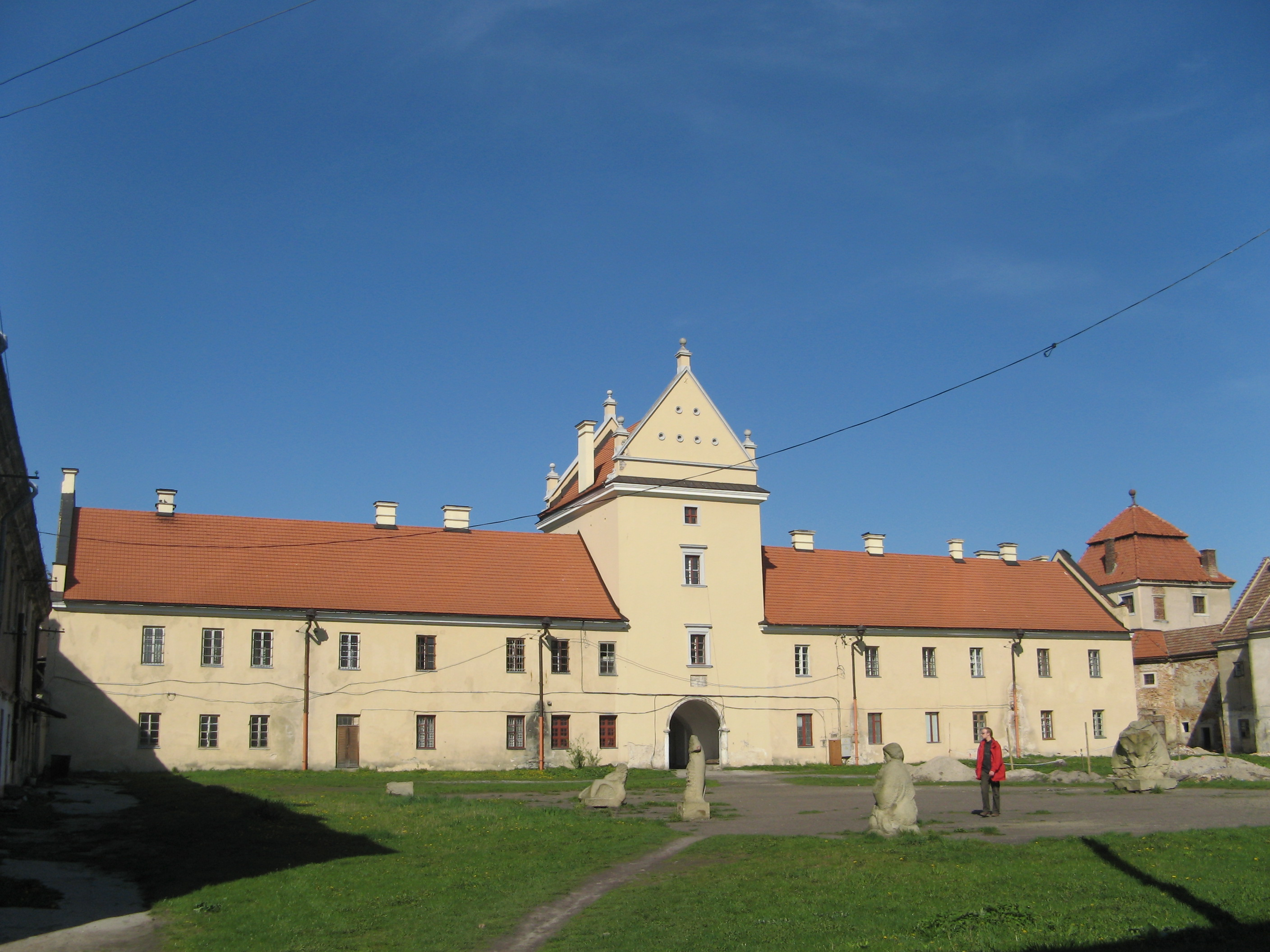
Innenhof des Schlosses

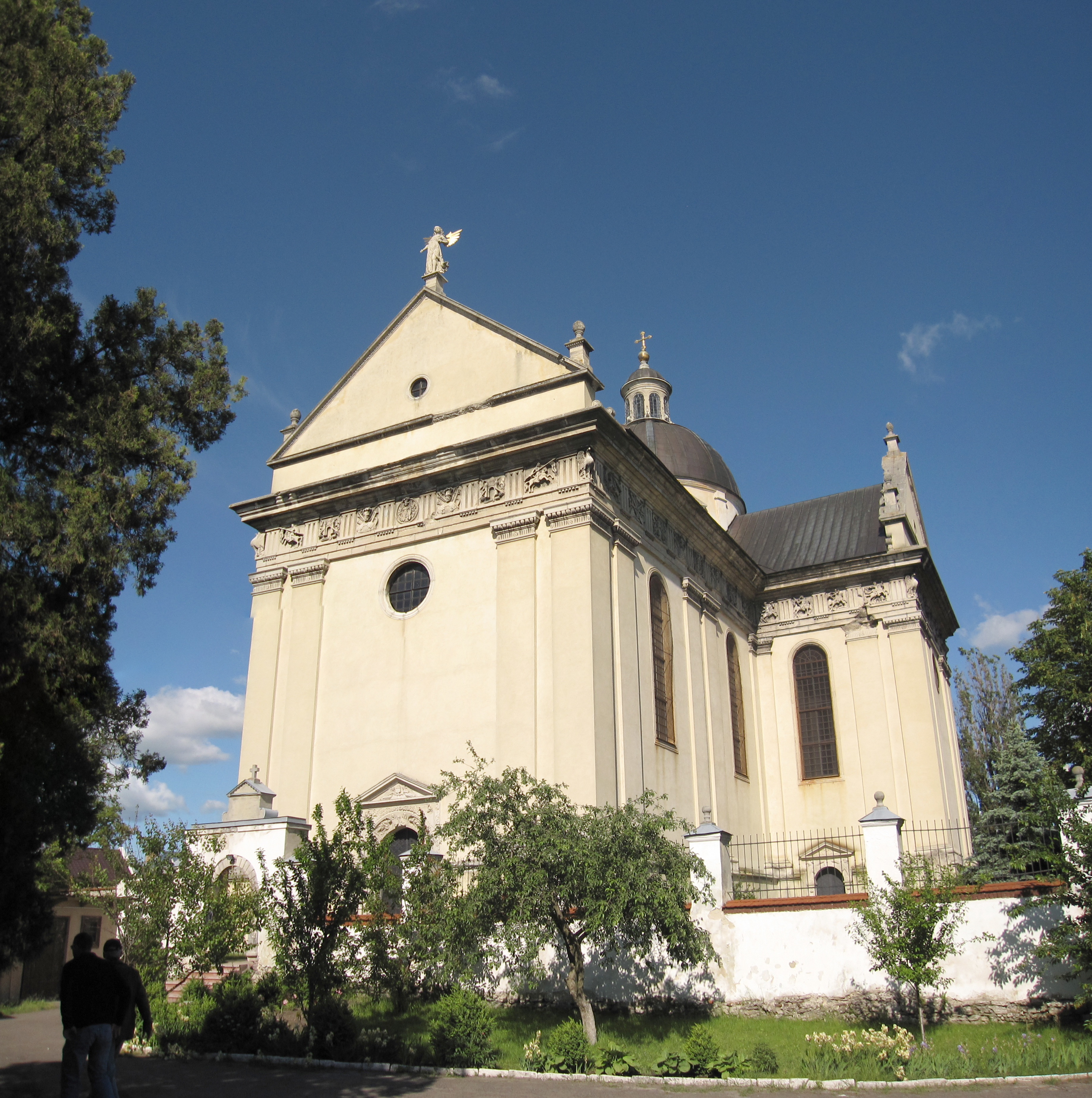
Kirche des Hl. Laurenz

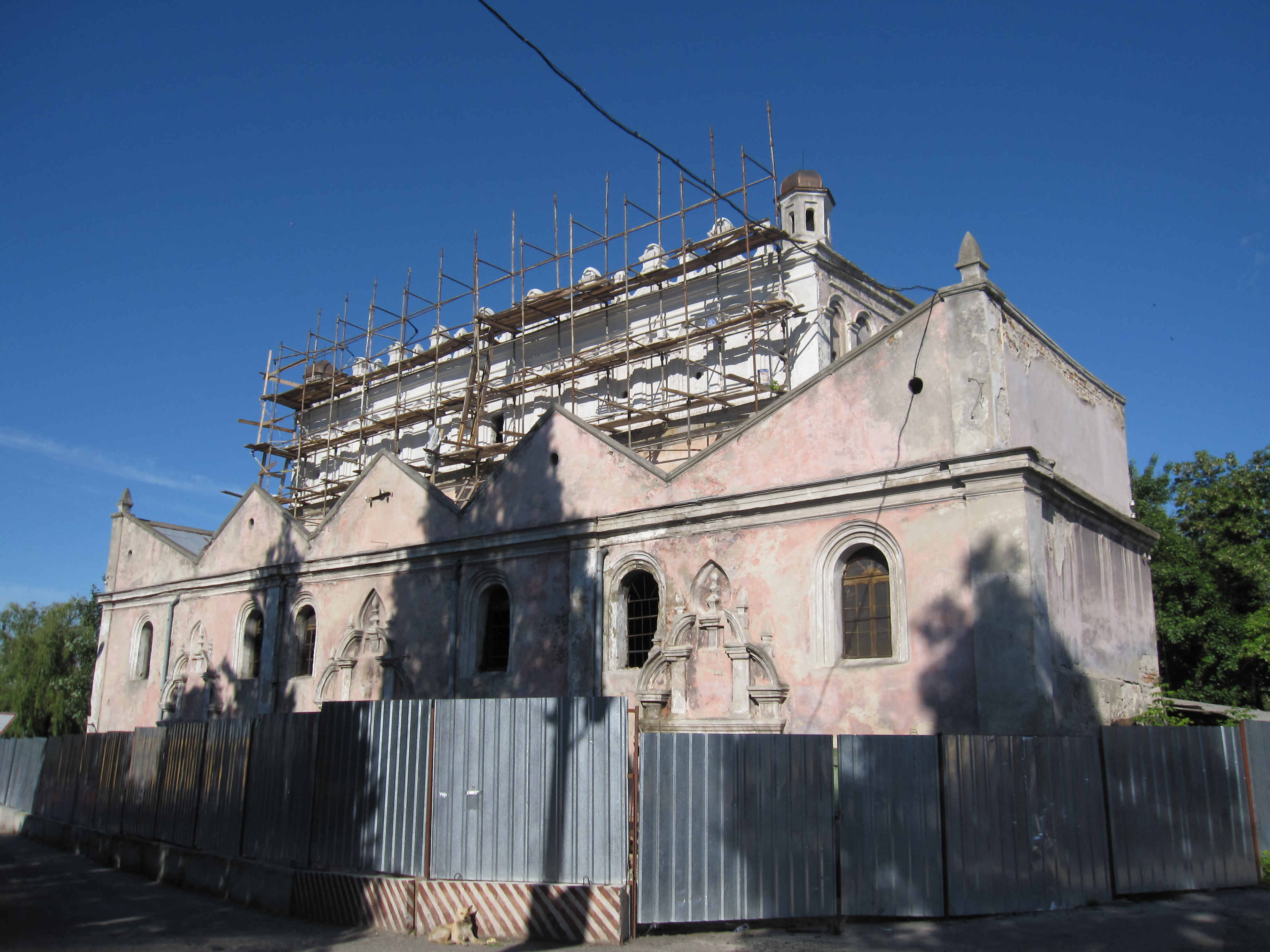
Die Synagoge aus der Renaissance

## Geschichte
Der polnische Name der Stadt Żółkiew bezieht sich auf den polnischen Adligen Stanisław Żółkiewski. Dieser baute 1594 in einer bereits seit dem 14. Jahrhundert bestehenden Siedlung eine Befestigungsanlage und ein Schloss. Der Ort wurde in nur wenigen Jahren vergrößert und umgestaltet.
Im 17. Jahrhundert war die Stadt eine Residenz des polnischen Königs Johann III. Sobieski.
Die Stadt ist seit Jahrhunderten als Stadt des Handwerkes und des Kunstgewerbes bekannt. Töpfer, Glasbläser, Goldschmiede und Handweber waren hier ansässig. Dadurch gab es einen gewissen Wohlstand, der sich auch jetzt noch an den vielen schönen Gebäuden ablesen lässt.
1772 kam sie unter österreichische Herrschaft. Von 1850 bis 1918 war sie auch Sitz der Bezirkshauptmannschaft Żółkiew, von 1854 bis 1867 auch Sitz einer Kreisverwaltung in Galizien.
Bereits 1887 bekam die Ortschaft einen Eisenbahnanschluss durch den Bau eines Bahnhofs an der heutigen Bahnstrecke Lwiw–Hrebenne.
Von 1918 bis 1939 war die Stadt Teil der Zweiten Polnischen Republik und lag hier ab 1921 in der Woiwodschaft Lwów. Sie war Sitz des Powiat Żółkiew.
Von 1939 bis zum Zerfall der Sowjetunion 1991 gehörte die Stadt zur Sowjetunion und lag in der Ukrainischen SSR, mit einer Unterbrechung zwischen 1941 und 1944, als Schowkwa Teil des Generalgouvernements des Großdeutschen Reichs war. Sie bekam zunächst den ukrainischen Namen Scholkiw (Жолків) und wurde am 15. August 1944 auf den heute gültigen Namen umbenannt.
1951, in der Sowjetära, wurde die Stadt nach Pjotr Nikolajewitsch Nesterow benannt, einem Kunst- und Kampfflieger aus dem Ersten Weltkrieg, der nahe der Stadt bei dem vermutlich ersten Rammmanöver der Luftkriegsgeschichte ums Leben kam.
Erst am 11. Oktober 1991 kehrte man zum alten ukrainischen Namen Schowkwa zurück.

## Jüdische Gemeinde bis zum Holocaust
In der Stadt existierte seit 1593 eine jüdische Gemeinde. 1931 waren etwa 4400 Einwohner jüdischen Glaubens. Am 18. September 1939 wurde die Stadt zunächst von der Wehrmacht besetzt, die jedoch bereits am 23. September von den Sowjets abgelöst wurde. Bis zum Juni 1941 gehörte die Stadt zur Ukrainischen Sozialistischen Sowjetrepublik. Nach Beginn des deutschen Kriegs gegen die Sowjetunion wurde Schowkwa am 28. Juni 1941 erneut von den Deutschen besetzt. Die Synagoge wurde bereits am folgenden Tag in Brand gesteckt. Die erste Deportation von 700 alten und kranken Juden ins Vernichtungslager Belzec fand im März 1942 statt. Nur Arbeitsfähige wurden vorerst verschont. Eine zweite Deportation von 2000 Menschen nach Belzec fand am 22. November 1942 statt. Am 1. Dezember 1942 wurden die verbliebenen Juden der Stadt sowie aus umliegenden Ortschaften in einem Ghetto interniert. Ab dem 25. März 1943 wurde das Ghetto aufgelöst. Die Stadt sollte endgültig für „judenrein“ erklärt werden. Zu diesem Zweck wurden die Ghetto-Insassen in den Burk-Wald nahe der Stadt gebracht und dort erschossen. Nur 170 Juden wurden in das Zwangsarbeitslager Lemberg-Janowska bei Lemberg (Lwiw) deportiert, etwa 60 weitere wurden noch bis Juli 1943 in einem Arbeitslager in der Stadt eingesperrt, bis auch sie im Burk-Wald ermordet wurden. Als die Stadt am 24. Juli 1944 von der Roten Armee befreit wurde, hatten nur 70 jüdische Einwohner überlebt.

## Persönlichkeiten
Bohdan Chmelnyzkyj (1595–1657) soll hier geboren und aufgewachsen sein. Sicher ist, dass sich Zar Peter I. (1672–1725) über Monate in der Stadt aufhielt, denn hier befand sich 1706/07 zeitweilig das Oberkommando der russischen Armee. Hier starb der polnische Kronprinz Jakob Louis Heinrich Sobieski (1667–1737). In Schowkwa geboren wurden der ukrainische Theologe und Historiker Mychajlo Harassewytsch (1763–1836), die bedeutende jiddischsprachige Schriftstellerin Salcia Landmann (1911–2002), der kommunistische Politiker Karl Volk (1896–1961), der Ingenieur Lubomyr Romankiw (1931–2024), der auch Ehrenbürger ist, sowie der Richter und Völkerrechtler Hersch Lauterpacht (1897–1960). Auch der in Wien wirkende Flötist und Komponist Karl Scholl (1778–1854) wurde hier geboren.
Der Radsportler Andrij Kuzenko (1989–2024) und mehrfache ukrainische Meister wurde in geboren. 2024 fiel er im Krieg gegen Russland.

## Sehenswürdigkeiten
- Der große Marktplatz wird umrahmt vom Renaissance-Schloss und der Laurentiakathedrale.
- Das eindrucksvolle Gotteshaus wurde 1606 errichtet. Die toskanischen Reliefsäulen lenken den Blick nach oben zu dem dekorativen Fries. Bemerkenswert ist auch das Westportal mit den Bildnissen der vier Evangelisten und vier Heiligen. Das Innere des Kreuzkuppelbaus wird von der mit Kassetten und Rosetten verzierten Kuppel dominiert, unterhalb der Kuppel sind auf vier großen Medaillonreliefs noch einmal die Evangelisten zu sehen.
- Das Rathaus, welches sich in der Nähe befindet, wurde 1926 auf den Grundmauern älterer Gebäude errichtet und steht unmittelbar an der Befestigungsmauer des Schlosses. Der quadratische Turm mit zwei Balkonen erhebt sich über einen Eingangsbereich mit an Fässer erinnernden Säulen.
- Die Synagoge im Stil der Spätrenaissance, 1692–1700 erbaut, wurde 1941 von den deutschen Besatzern schwer beschädigt und befindet sich trotz Restaurierungsversuchen in der Nachkriegszeit heute in prekärem Zustand.
- in der Nähe des Ortes befindet sich eine alte Holzkirche, die seit 2013 Teil der UNESCO-Weltkulturerbes Holzkirchen der Karpatenregion ist
- Die Stadt besitzt eine Vielzahl von historischen Bauten. Am Marktplatz finden sich zweistöckige Häuser aus dem 17. Jahrhundert mit breiten Arkaden, wie sie für Handelsstädte in Galizien üblich waren.

## Verwaltungsgliederung
Am 12. Juni 2020 wurde die Stadt zum Zentrum der neu gegründeten Stadtgemeinde Schowkwa (Жовківська міська громада/Schowkiwska miska hromada). Zu dieser zählen auch die in der untenstehenden Tabelle angeführten 48 Dörfer im Rajon Lwiw; bis dahin bildet sie die Stadtratsgemeinde Schowkwa (Жовківська міська рада/Schowkiwska miska rada) im Rajon Schowkwa.
Folgende Orte sind neben dem Hauptort Schowkwa Teil der Gemeinde:
| Name                     | Name               | Name                                        | Name                  |
| ukrainisch transkribiert | ukrainisch         | russisch                                    | polnisch              |
| ------------------------ | ------------------ | ------------------------------------------- | --------------------- |
| Bessidy                  | Бесіди             | Беседы (Bessedy)                            | Biesiady              |
| Blyschtschywody          | Блищиводи          | Блищиводы (Blischtschiwody)                 | Błyszczywody          |
| Borowi                   | Борові             | Боровые (Borowyje)                          | Borowe                |
| Derewnja                 | Деревня            | Деревня                                     | Derewnia              |
| Derniwka                 | Дернівка           | Дерновка (Dernowka)                         | Dernówka              |
| Dibrowa                  | Діброва            | Диброва                                     | Dąbrowa               |
| Fijna                    | Фійна              | Фийна                                       | Fujna                 |
| Halassi                  | Галасі             | Галаси (Galassi)                            | Hałasi                |
| Hlynsk                   | Глинськ            | Глинск (Glinsk)                             | Glińsko               |
| Hory                     | Гори               | Горы (Gory)                                 | -                     |
| Kasumyn                  | Казумин            | Казумин (Kasumin)                           | Kazumin               |
| Kopanka                  | Копанка            | Копанка                                     | Pod Buczkiem/Kopanka  |
| Kosulka                  | Козулька           | Козулька                                    | Kozulka               |
| Krechiw                  | Крехів             | Крехов (Krechow)                            | Krechów               |
| Kropy                    | Кропи              | Кропы                                       | Kropy                 |
| Kruta Dolyna             | Крута Долина       | Крутая Долина (Krutaja Dolina)              | Chamy                 |
| Kuljawa                  | Кулява             | Кулява                                      | Kulawa                |
| Ljubelja                 | Любеля             | Любеля                                      | Lubella               |
| Lypnyky                  | Липники            | Липники (Lipniki)                           | Lipina                |
| Majdan                   | Майдан             | Майдан (Maidan)                             | Majdan                |
| Mali Peredrymychy        | Малі Передримихи   | Малые Передремихи (Malyje Peredremichi)     | Przedrzymichy Małe    |
| Mazoschyn                | Мацошин            | Мацошин (Mazoschin)                         | Macoszyn              |
| Mokrotyn                 | Мокротин           | Мокротин (Mokrotin)                         | Mokrotyn              |
| Nahirzi                  | Нагірці            | Нагорцы (Nagorzy)                           | Nahorce               |
| Nowa Skwarjawa           | Нова Скварява      | Новая Скварява (Nowaja Skwarjawa)           | Skwarzawa Nowa        |
| Oplitna                  | Оплітна            | Оплитна                                     | Opłytna               |
| Papirnja                 | Папірня            | Папирня                                     | Papiernia             |
| Poljany                  | Поляни             | Поляны                                      | Polany                |
| Ruda                     | Руда               | Руда                                        | Ruda Turyniecka       |
| Ruda-Krechiwska          | Руда-Крехівська    | Руда-Креховская (Ruda-Krechowskaja)         | Ruda Krechowska       |
| Sabrid                   | Забрід             | Заброд (Sabrod)                             | Zabród                |
| Salosy                   | Залози             | Залозы                                      | Załozy                |
| Samotschok               | Замочок            | Замочек (Samotschek)                        | Zameczek              |
| Sarniwka                 | Сарнівка           | Сарновка (Sarnowka)                         | Sarnówka              |
| Sawady                   | Завади             | Завады                                      | Zawady                |
| Schkoljari               | Школярі            | Школяри                                     | Szkolary              |
| Sibolky                  | Зіболки            | Зиболки (Sibolki)                           | Dzibułki              |
| Soposchyn                | Сопошин            | Сопошин (Soposchin)                         | Soposzyn              |
| Soroky                   | Сороки             | Сороки (Soroki)                             | Soroki                |
| Sosnyna                  | Соснина            | Соснина (Sosnina)                           | Sosnina               |
| Stara Skwarjawa          | Стара Скварява     | Старая Скварява (Staraja Skwarjawa)         | Skwarzawa Stara       |
| Terniw                   | Тернів             | Тернов                                      | Ternów                |
| Tschystopillja           | Чистопілля         | Чистополье                                  | Ehrenfeld             |
| Turynka                  | Туринка            | Туринка (Turinka)                           | Turynka               |
| Welyki Peredrymychy      | Великі Передримихи | Великие Передремихи (Welikije Peredremichi) | Przedrzymichy Wielkie |
| Widrodschennja           | Відродження        | Видродження                                 | Mokrotyn Kolonja      |
| Wjasowa                  | В'язова            | Вязова                                      | Wiązowa               |
| Wolja-Wyssozka           | Воля-Висоцька      | Воля-Высоцкая (Wolja-Wyssozkaja)            | Wola Wysocka          |